# The Floating Admiral
The Floating Admiral – powieść kryminalna napisana przez czternastu członków Detection Club, wydana w 1931 roku w Wielkiej Brytanii.

## Konwencja utworu
Każda z 13 części utworu napisana została przez innego członka klubu (wyjątek stanowi jeden rozdział napisany przez małżeństwo). Po napisaniu swojego fragmentu, który był kontynuacją poprzedniego, autor musiał także podać racjonalne rozwiązanie zagadki lub wyjaśnić pozornie nielogiczne zwroty akcji, nieznane jednak kolejnym piszącym.

## Autorzy
W grze (bo tak pisanie książki nazwali sami autorzy) wzięło udział wszystkich 14 członków klubu:
- "Wprowadzenie" (Introduction), w którym wyjaśnione są idea i zasady gry napisane zostało przez Dorothy L. Sayers,
- "Prolog" (Prologue), chronologicznie ostatni, przez Gilberta K. Chestertona.

Kolejni autorzy:
- Rozdział I – Victor Whitechurch
- Rozdział II – George D. H. Cole i Margaret Cole
- Rozdział III – Henry Wade
- Rozdział IV – Agatha Christie
- Rozdział V – John Rhode
- Rozdział VI – Milward Kennedy
- Rozdział VII – Dorothy L. Sayers
- Rozdział VIII – Ronald Knox
- Rozdział IX – Freeman Wills Crofts
- Rozdział X – Edgar Jepson
- Rozdział XI – Clemence Dane
- Rozdział XII – Anthony Berkeley

Dodatkowo w książce przedstawione są rozwiązania każdego z uczestników zabawy oraz inne drobne wyjaśnienia.

## Opis fabuły
Pewnego ranka łowiący ryby stary marynarz Neddy Ware dostrzega na wodzie dryfującą łódkę. Przyciągnąwszy ją do brzegu, odkrywa w niej ciało emerytowanego admirała Penistone’a. Okazuje się, że łódka należy do miejscowego wikariusza, podobnie jak kapelusz znaleziony przy zakrwawionych zwłokach.

## Wydanie polskie
Książka nie została do tej pory wydana w języku polskim.